# Bacidia subacerina
Bacidia subacerina är en lavart som beskrevs av Vain. Bacidia subacerina ingår i släktet Bacidia och familjen Ramalinaceae.   Inga underarter finns listade i Catalogue of Life.